# Tetrastigma crenatum
Tetrastigma crenatum är en vinväxtart som beskrevs av B.R. Jackes. Tetrastigma crenatum ingår i släktet Tetrastigma och familjen vinväxter. Inga underarter finns listade i Catalogue of Life.